# Lac Noir
Il Lac Noir è un lago naturale della Savoia. Si trova nel comune francese di Sainte-Foy-Tarentaise ad un'altezza di 2.483 m s.l.m.

## Itinerarɪ
È raggiungibile dal lato italiano partendo dal Rifugio Mario Bezzi passando dal Col Vaudet o dal Col du Lac Noir, mentre dal versante francese e raggiungibili partendo dal Rifugio dell'Archeboc, oppure dal Rifugio Monal.